# Bukarest
Bukarest (rumänska: București [bu.ku'reʃtʲ]) är Rumäniens huvudstad samt landets industriella, kulturella och ekonomiska centrum. Staden ligger i sydöstra Rumänien vid floden Dâmbovița och hade 1 883 425 invånare enligt folkräkningen oktober 2011 på en yta av 228 kvadratkilometer. I Bukarest ligger Rumäniens parlament och regeringsbyggnader. Kommunen utgör en självständig administrativ enhet på samma nivå som landets län.

## Historia
Staden omnämns för första gången 1459. Bukarest blev redan omkring 1460 säte för furstarna av Valakiet. På 1600-talet ersatte Bukarest Târgoviște som Valakiets huvudstad och kulturella och politiska centrum. Från medeltiden och fram tills 1800-talets början var Lipscani Bukarests och hela Valakiets viktigaste kommersiella centrum. 1595 brändes denna del av staden ner av osmaner, men lät byggas upp av Mihai Viteazul.
Under 1600-talet började Bukarest bli storstad efter dåtida förhållanden och räknade 1640 omkring 100%nbsp;000 invånare med omkring 100 kyrkor och kloster. Krig, pest och eldsvådor orsakade dock återkommande tillbakagångar för staden och i slutet av 1700-talet var befolkningen ungefär lika stor. Försvagandet av Osmanska riket innebar att stadens kontakter med Konstantinopel försvagades och att handelsvägarna i stället riktades mot Wien och Leipzig, vilket förändrade stadens tidigare österländska prägel.
Fortsatta katastrofer som översvämningar, jordbävningar, eldsvådor och pest bidrog till stadens nedgång, enbart under en pestepidemi 1813 avled under 6 veckors tid 70.000 människor. 1830 bodde 70.000 invånare i Bukarest. Flera gånger var staden även indragen i krigshändelser, 1828, 1848, 1853-1854 var Bukarest ockuperat av ryska trupper, 1854-1857 av österrikiska. 

### Rumäniens huvudstad
1859, då Alexander John Cuza blev furste över både Moldavien och Valakiet, under nominell överhöghet från Osmanska riket, bildades en identifierbar rumänsk nation. Den 5 februari 1862 (24 januari GS) slogs furstendömena formellt samman för att bilda Rumänien, med Bukarest som huvudstad. Sedan staden blivit huvudstad i Rumänien 1861 fick staden ett starkt uppsving särskilt under Karl I och Ferdinand I. 1866 var folkmängden 141.752, 1892 196.372, 1917 308.987 och 1930 631.228 invånare. Det judiska inslaget i Bukarests befolkning var före andra världskriget betydande, 1925 bestod befolkningen av 70 % rumäner, 20 % judar och 8 % tyskar.
1885-1896 uppfördes en befästningsgördel runt staden av 77 kilometers längd, försvarsanläggningarna ansågs mycket moderna för sin tid. Omfattande utdikningar runt staden gav ny mark för fortsatt utbyggnad av staden.
Staden har varit plats avslutandet av flera fredfördrag under 1800- och 1900-talen, under båda världskrigen var staden ockuperad av tyska trupper och under första världskriget utspelades slaget vid Bukarest här 30 november - 3 december 1916. I november 1940 drabbades staden av en svår jordbävning.
Under perioden mellan världskrigen fick staden tack vare sin arkitektur och sofistikerade elit epitetet ”Östparis” eller ”Lilla Paris” (Micul Paris). En del av stadens historiska centrum skadades eller förstördes i andra världskriget.
Nicolae Ceaușescus politik kom radikalt att förändra stadsbilden. Programmet för systematisering av byarna användes för att avskaffa "borgerliga bostadsstrukturer" och för att ersätta dessa med nya socialistiska stadsdelar. Systematiseringslagen låg till grund för de radikala ombyggnationerna av Bukarest som innebar att stora delar av stadens gamla centrum revs. Med start 1984 inleddes rivningar av 50 000 bostäder i Bukarest i syfte att bereda plats för ett nytt stadscentrum tänkt att efterlikna Nordkoreas huvudstad Pyongyang, inklusive ett flärdfullt presidentpalats, Casa Republicii samt uppförandet av Boulevarden för socialismens seger, dess kringliggande regeringsbyggnader samt en mängd lägenhetskomplex. Boulevarden var tänkt att bli Rumäniens svar på Champs-Élysées i Paris, men gjordes medvetet längre samt en halvmeter bredare än förlagan. Projektet var till största delen ofullbordat vid hans död 1989 och fullbordades först 1994. Parlamentspalatset (rumänska: Palatul Parlamentului) är världens näst största administrativa byggnad efter Pentagon i närheten av Washington, D.C. i USA. Det är också världens största palats i bruk.

### Efter 1989
Staden upplever under de senare åren ett ekonomiskt och kulturellt uppsving. Staden är ekonomiskt sett Rumäniens rikaste, och är ett av landets huvudsakliga industriella centra. Staden hyser även ett stort antal utbildningsinstitutioner.
Bland Bukarests miljöproblem är nedskräpning det mest omfattande.

## Kultur
I början av 1800-talet grundades de första museerna i Bukarest. 1834 grundades det naturhistoriska museet Museum Grigore Antipa som utmärker sig genom sin fjärilssamling. Utanför centrum ligger Muzeul satului, ett friluftsmuseum med gamla allmogehus och träkyrkor från hela Rumänien. 
Rumäniens nationalmuseum för konst befinner sig i det tidigare kungliga slottet Palatul Regal. Museet för nutidskonst MNAC (Muzeul National de Arte Contemporanea) är i en del av Parlamentspalatset. 1951 öppnades Europeiska galleriet med verk av rumänska och utländska konstnärer som Tizian, Rembrandt, Veneziano, Tintoretto, Zurbaran, El Greco, Renoir, Monet, Pissarro, Breughel, Delacroix, Sisley och Rubens. I Bukarest finns det 19 teatrar, en operett och Nationaloperan som är den största av de fyra rumänska nationaloperorna.

## Utbildning
Bukarests universitet grundades 1864 och består idag av 19 olika fakulteter och ett flertal forskningsinstitut.

## Byggnader

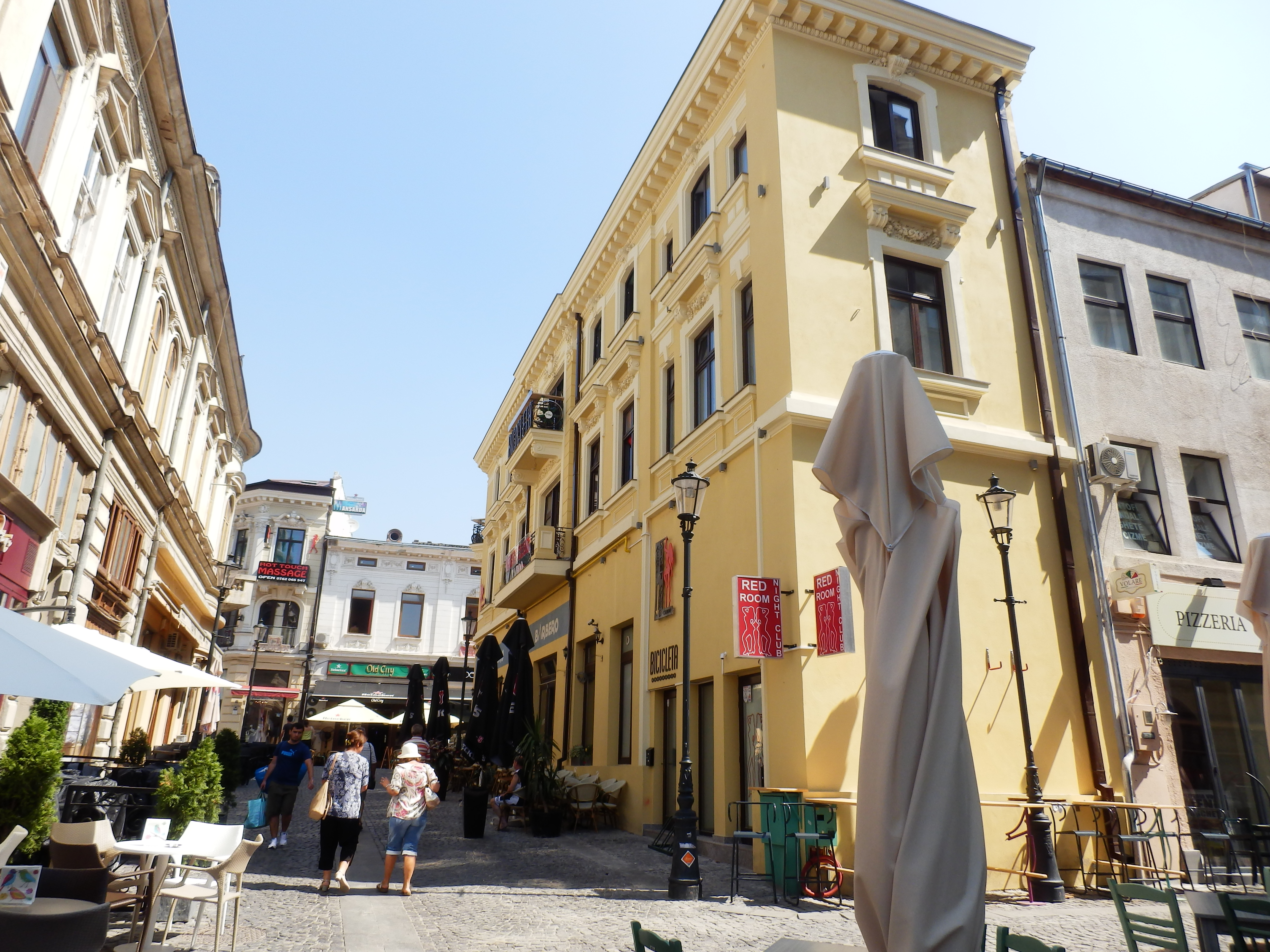
Gatuvy i Bukarest.

Bukarest präglas av skiftande arkitekturstilar där byggnader på samma gata kan gå i helt olika stilar. Efter att ha inspirerats av det osmanska riket kom arkitekturen att följa västeuropeiska stilriktningar med de stora förebilderna i Paris och Österrike. Bland annat byggdes palats i en fransk ekletisk-akademisk stil i slutet av 1800-talet och i början av 1900-talet följde många villor i en nyrumänsk Brâncoveanu-stil med en förening av italieska och orientaliska stilelement. Under mellankrigstiden följde modernistiska byggnader i Bauhaus-stil. Efter andra världskriget följde socialistiska storprojekt. 1980-talet innebar en traditionell arkitekturstil som framstår som en anakronism med sin mest kända byggnad i Parlamentspalatset.
Bukarests gamla stan ligger mellan Unionsplatsen, Cișmigiu-parken, Nationaloperan och Revolutionsplatsen. En femtedel av gamla stan revs för att skapa ett nytt socialistiskt centrum, Centrul Civic, med nystalinistiska byggnader för nomenklaturan. Här präglas stadsbilden av stora bulevarder med den största i Boulevard Unirii som är 60 meter bredare än Champs-Élysées. 
Triumfbågen Arcul de Triumf restes efter första världskriget efter att ett provisoriskt monument rests 1878 i samband med självständigheten. 1935-1936 restes den nuvarande triumfbågen efter ritningar av Petre Antonescu. Det kungliga slottet, Palatul Regal, byggdes 1927-1937 efter planer av Nicolae Nenciulescu i nyklassicistsk stil och här bodde kung Michael I fram till 1947. Byggnaden kom senare att bli säte för landets kommunistiska ledare och en del av byggnaden är sedan 1950 plats för Rumäniens nationella konstmuseum. Sedan 1990 är Victoriapalatset på Segerplatsen plats före regeringen. 
Andra kända byggnader och monument är Cretzulescu-palatset, Justitiepalatset, Mogoșoaiaslottet, Cotrocenislottet och Lufthjältarnas minnesmonument. Bukarests första skyskrapa var hotellet Intercontinental som stod färdigt 1971.

## Geografi
Bukarest ligger 68 kilometer norr om Donau och 280 kilometer västerut från Svarta havet. Genom staden går floden Dâmboviţa och norr om staden går bifloden Colentina som bildar en kedja av nio naturliga sjöar. Staden ligger söder om den östliga delen av Karpaterna och i Vrancea-zonen mellan Svartahavetplattan och den Moesiska plattan vilket gjort området drabbat av flera svåra jordbävningar. Svåra jordbävningar har drabbat staden 1940, 1977, 1986 och 1990. 

### Stadsdelar

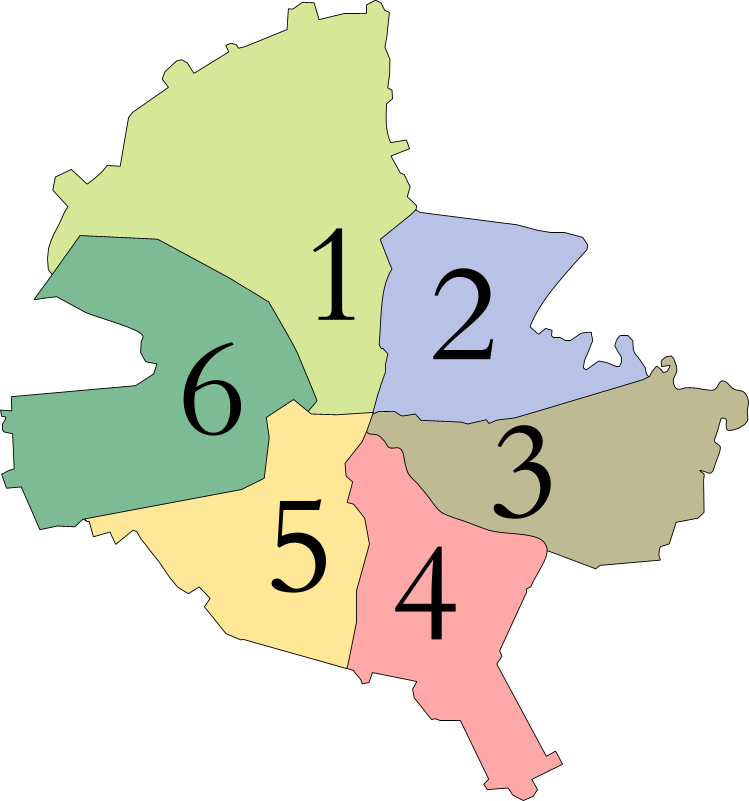
Bukarests sektorer.

Bukarest är indelad i sex sektorer med en hög grad av självstyre, med egna beslutande församlingar och borgmästare som väljs vart fjärde år.
- Sektor 1: Dorobanți, Băneasa, Aviației, Pipera, Aviatorilor, Primăverii, Romană, Victoriei, Herăstrău Park, Bucureștii Noi, Dămăroaia, Strǎulești, Grivița, 1 Mai, Băneasa Forest, Pajura, Domenii, Chibrit
- Sektor 2: Pantelimon, Colentina, Iancului, Tei, Floreasca, Moșilor, Obor, Vatra Luminoasă, Fundeni, Plumbuita, Ștefan cel Mare, Baicului
- Sektor 3: Vitan, Dudești, Titan, Centrul Civic, Dristor, Lipscani, Muncii, Unirii
- Sektor 4: Berceni, Olteniței, Giurgiului, Progresul, Văcărești, Timpuri Noi, Tineretului
- Sektor 5: Rahova, Ferentari, Giurgiului, Cotroceni, 13 Septembrie, Dealul Spirii
- Sektor 6: Giulești, Crângași, Drumul Taberei, Militari, Grozăvești (also known as Regie), Ghencea

## Kommunikationer
Staden betjänas av den internationella flygplatsen Aeroportul Internațional Henri Coandă București (tidigare Otopeni). Bukarests internationella flygplats ligger 45 km söder om Ploiești. Lokaltrafiken inom Bukarest betjänas bland annat av Bukarests tunnelbana.
Centralstation är Gara du Nord.

## Näringsliv
Bukarest är Rumäniens finansiella centrum med en rad huvudkontor för banker och andra storföretag. Bland annat har Dacia, Faur och Petrom sina huvudkontor i staden. Banker med säte i staden är bland andra BRD – Groupe Société Générale och Raiffeisen Romania och inom telekom Telekom Romania, Orange Romania och Vodafone Romania. Flygbolagen Tarom och Blue Air har sina huvudkontor i Bukarest.